# 领土完整
领土完整（Territorial integrity）是国际法的原则，即主权国家有权保卫其边界，以及边界之内的所有领土不受其他国家的侵犯。这项原则被载入《联合国宪章》第二条第四项，并成为习惯国际法。 根据这一原则，强行改变边界属于侵略罪。
在第二次世界大战后的几年里，领土完整原则与《联合国宪章》第七十三条第二项规定的人道主义干预概念之间存在着冲突，“按各領土及其人民特殊之環境、及其進化之階段，發展自治；對各該人民之政治願望，予以適當之注意；並助其自由政治制度之逐漸發展。” 
维护领土完整最有力的保障之一是法治（如《联合国宪章》）和核威慑。 

## 历史
在近现代（modern era）之前，国家之间的边界并没有明确界定的体系。 相反，对领土空间的政治权威统治是非线性的，在两国的边界之间经常重叠和转移。  马克·扎克尔（Mark Zacher）认为，“精确测量的国家边界直到 18 世纪才变得清晰可见”。 冈特拉姆·赫布（Guntram Herb）认为，明确划分政治领土的现象可以追溯到 15 世纪。 
人们普遍认为，1648 年的《威斯特伐利亚和约》将领土完整确立为主权概念的基石，从而形成了威斯特伐利亚主权体系，但即便如此，这也未必反映出对特定领土的绝对权利。 即使在此之后，各国之间仍然普遍存在领土交换的现象。反过来，这些国家文化多元、政治混乱，人们无法通过国家边界来形成集体认同。 
18 和 19 世纪民族主义和自决运动的出现开始改变人们对所在国的认识。民族主义宣扬这样的信念：领土属于一个民族国家，而其领土完整应该受到尊重。 冈特拉姆·赫布认为，民族认同“依赖于领土，因为只有领土才能提供民族存在及其历史根源的有形证据，而一个民族需要明确划定的国家领土才能要求拥有自己的国家”。 约翰·埃瑟林顿对此表示同意，他指出：“所有民族主义者对领土的主张都暗指，民族和领土最终是相互属于对方的，如果且仅当不参考对方的时候，就无法理解彼此的特征”。 他观察到，因为在一个充满领土宣称的世界中所有民族主义运动都必然提出领土要求，所以这种相互关系成为他们论据的重要一环。 
第一次世界大战后，国际联盟的成立开创了国际合作的新时代。国际联盟的《盟约》将领土完整纳入国际法的重要原则。 然而，战后维持领土现状的政治条件并不总是能够维持，各种战后解决方案设定的领土交换都不考虑当地人口的情况。 
随着联合国（UN）以及后来的欧洲安全与合作会议（现为欧洲安全与合作组织）等组织的成立，领土完整成为国际决议中既定的一部分。 1945 年《联合国宪章》确认各国有义务不使用武力改变国家边界。  到21 世纪，该原则的执行困难已导致有关征服权可能重新受到国际法认可的争议。 

## 在不断变化的世界中
近年来（二战后）对领土完整原则的严格执行已经引发了许多问题，而且当面对现实时，可以看作是一种过于一厢情愿的构想。 

2008 年至 2020 年阿布哈兹、南奥塞梯和纳戈尔诺-卡拉巴赫的军事形势

2005年世界高峰会（2005 World Summit）上，世界各国一致同意“保护责任（Responsibility to Protect）”的原则，建构了人道主义干预的权利。有人认为，根据这项原则，可以灵活地应用主权和领土完整的概念，减轻对其严格遵守的要求，并可以根据具体情况考虑到领土的实际地位和其他因素。 由联合国安全理事会于2006年4月28日通过的联合国安全理事会第1674号决议，“重申2005年《世界首脑会议成果文件》第138和139段关于保护平民免遭灭绝种族、战争罪、族裔清洗和危害人类罪之害的责任的规定”。 
然而，保护责任仅仅指外部势力超越主权的能力，并不明确允许边界的改变。
国际法院在对科索沃独立宣言的咨询意见中认为，就国际法而言，科索沃独立宣言本身并不侵犯领土完整。
卡塔尔·麦考尔 (Cathal McCall) 在论述《耶稣受难日协议》签署后北爱尔兰建立的跨境机构时，指出这些机构构成了“一种基于相互依存、包容和同意原则的北爱尔兰功能性跨领土治理模式”，不同于此前“现代爱尔兰民族主义和爱尔兰联合主义的排他性领土政治支柱”。 也就是说，爱尔兰民族主义（爱尔兰民族统一并与英国分裂）和爱尔兰联合主义（爱尔兰应当和不列颠保持联系）所体现的领土完整的排他性假设因该协议实施的跨境决策而变得模糊。

## 进一步阅读
- Sebastian Anstis and Mark Zacher (June 2010). "The Normative Bases of the Global Territorial Order." Diplomacy and Statecraft 21: 306–323.
- Mark Zacher (2001). "The Territorial Integrity Norm." International Organization 55: 215–250.